# Sint-Jozefkerk (Anderlecht)
De Sint-Jozefkerk is een rooms-katholiek kerkgebouw te Anderlecht, gelegen aan Radplein 1.
De kerk werd gebouwd voor de woonwijk Het Rad (Frans: La Roue). In 1901 werd er al een kerk gebouwd, die echter - door de uitbreiding van de bebouwing - spoedig te klein werd. In 1939 kwam de huidige kerk tot stand. Ten gevolge van de Tweede Wereldoorlog kon het gebouw nog niet worden voltooid. Pas in 1951 werd de kerk ingezegend.
Het betreft een bakstenen kruiskerk in art-decostijl onder steil zadeldak, geflankeerd door een aangebouwde, vierkante toren die gedekt wordt door een tentdak. De verticale lijn wordt in de toren geaccentueerd. De vensters in de kerk zijn smal en rondbogig.
Het interieur wordt overkluisd door een tongewelf. Pilaren ontbreken, waardoor het idee van een zaalkerk ontstaat.